# Tchaourou (arrondissement)
Tchaourou est l'un des sept arrondissements de la commune du même nom de Tchaourou dans le département du Borgou au Nord-Est du Bénin.

## Géographie

### Localisation
L'arrondissement de Tchaourou est situé dans la commune de Tchaourou aux côtés de six autres arrondissements que sont : Tchatchou, Alafiarou, Kika, Bétérou, Danson et Goro,.

## Histoire
L'arrondissement de Tchaourou est une subdivision administrative béninoise. Dans le cadre de la décentralisation au Bénin, il devient officiellement l'un des 7 arrondissements de la commune de Tchaourou, le 27 mai 2013, après la délibération et adoption par l'Assemblée nationale du Bénin. Ceci se déroule lors de la séance du 15 février 2013 de la loi N° 2013-O5 du 15/02/2013 portant création, organisation, attributions et fonctionnement des unités administratives locales en République du Bénin,.

## Personnalités nées à Tchaourou
- Thomas Boni Yayi,ancien président du Bénin de 2006 à 2016
- Karim Dramane, ancien ministre et Professeur émérite des Universités.
- Taïrou Kabassi, ambassadeur
- Adam Bagoudou, député à l'Assemblée Nationale[5]
- Karimou Chabi Sika, ancien député à l’Assemblée nationale et ancien directeur général de la Communauté électrique du Bénin (CEB)[6]
- Fadel Aboubakar, ingénieur en génie civil[7]
- Bio Sawé Yacoubou, fonctionnaire de la BOAD[8]